# Citogenética humana
La citogenética humana hace referencia al estudio del número y a la estructura de los cromosomas en las células del homo sapiens. 
Los descubrimientos de mediados del siglo XX confirmaron que la dotación cromosómica humana es de 46 cromosomas (44 somáticos más los cromosomas sexuales), de 46,XX en las mujeres y 46,XY en los hombres.

La citogenética humana tiene importancia en la medicina, debido a enfermedades genéticas determinadas por anormalidades cromosómicas. 
La determinación del tipo de alteración cromosómica, es una herramienta que permite la confirmación del diagnóstico y además el correcto asesoramiento genético del paciente y su familia.

## Historia
Los primeros pasos en la citogenética humana se dieron a finales del siglo XIX.

En 1882 Walther Flemming definió inicialmente «...la sustancia que constituye los núcleos interfásicos y que muestra determinadas propiedades de tinción...» denominada cromatina, que está conformada básicamente por cromosomas.

En 1902-1903 Theodor Boveri y Walter Sutton propusieron por separado, un
concepto fundamental, la relación de la herencia de las características y los cromosomas (Teoría cromosómica de la herencia).

En 1912 Hans von Winiwarter reportó que el número cromosómico del humano en la espermatogonia era 47 y en la oogonia era 48, suponiendo con ello que el mecanismo de  determinación del sexo era de tipo XX/XO.

En 1922 Theophilus Painter dudó si el número diploide humano era 46 o 48, pero sostuvo que el mecanismo de determinación del sexo era de tipo XX/XY.

En 1952 Hughes y Hsu mostraron técnicas tales como el choque hipotónico (para una mejor visualización de cromosomas en metafase), el uso de cultivos celulares, o la utilización de colchicina para detener el proceso mitótico.

En 1956 los científicos Joe Hin Tjio y Albert Levan por un lado y Charles E Ford y John L. Hamerton por otro, determinaron el número de cromosomas humanos en la célula diploide (2n= 46).

Los cromosomas mitóticos mostraron características morfológicas claras, como longitud de los brazos, lo cual permitió a los investigadores situarlos dentro de siete grupos. 
En 1959 Jérôme Lejeune publicó sobre pacientes que portaban 47 cromosomas en vez de 46. Se trataba de una trisomía del cromosoma 21. Estableció por primera vez el origen cromosómico de una enfermedad humana, conocida como el síndrome de Down.
Para llegar a un consenso sobre las características del cariotipo humano, hicieron falta diversas reuniones sobre la nomenclatura de cromosomas, como la de Denver (1960), la de Londres (1963), la de Chicago (1966) y la de París (1971).

Los citogenetistas finalmente organizaron a los cromosomas en 23 pares, criterio que fue aceptado en la conferencia de Londres y en la de Chicago.

## Características del cariograma humano
El análisis del número y de la estructura de los cromosomas se estableció durante uno de los estadios de la división celular, la metafase, ya que se encontraban condensados (muy compactados) y eran visibles al microscopio óptico.

Las técnicas de citogenética convencional son el cariotipo de rutina y el cariotipo de alta resolución. Las técnicas de citogenética molecular son la hibridación in situ fluorescente (FISH en inglés) y la hibridación genómica comparada (aCGH en inglés).
- Los (cromosomas somáticos) en cada cariograma se numeran del 1 al 22 ordenados por tamaño decrecientes y los del mismo tamaño, se ordenan por la posición que presenta el centrómero.

- Los cromosomas de tamaño semejante se agrupan en conjuntos denominados A, B, C, D, E, F, G.

- Los cromosomas sexuales se agrupan según su tamaño primero X luego Y.[7]

### Caracterización de cada cromosoma

Bandeo-G

Ajuste en centrómeross Bandeo-G

Dado que algunos cromosomas dentro del mismo grupo pueden resultar difíciles de diferenciar (nomenclatura de cromosomas), se recurrió a la caracterización de los mismos mediante técnicas de bandeo cromosómico. Estas técnicas consisten en el tratamiento de los cromosomas con diferentes productos químicos y su posterior tinción con colorantes, revelándose una serie de bandas exclusivas de cada cromosoma que permiten diferenciar cromosomas entre sí.

Las técnicas más usadas son:
- -Fluorescencia con mostaza de quinacrina y agentes relacionados.
- -Tinción con Giemsa con diversos pretratamientos.
- -Técnicas especializadas en la detección de heterocromatina constitutiva.
- -Tinción inversa.
- -Uso de la temperatura.

También, mediante técnicas apropiadas se ha llegado a conseguir lo que se conoce como "bandeos de alta resolución"  aplicados tanto en el caso de bandas G como de bandas R y llegando a obtenerse incluso patrones de 2000 bandas por juego cromosómico haploide en profase media gracias a técnicas de sincronización de cultivos.

### Fórmulas cromosómicas
En cuanto a la nomenclatura y los símbolos empleados en las denominaciones de observaciones citogenéticas en humanos tenemos:
A, B, C, D, E, F, G
para denominar el grupo cromosómico.
Números de 1 a 22
que representan los 22 autosomas diferentes.
X,Y
para denominar a cromosomas sexuales.
/
para expresar individuos "mosaico".
?
para duda en la identificación de la estructura o del cromosoma.
*
explicación en texto o nota.
ace
acéntrico.
cen
centrómero.
del
delección.
der
cromosoma derivado de otro.
dic
cromosoma dicéntrico.
dup
duplicación.
end
endorreduplicación.
h
constricción secundaria.
i
isocromosoma.
ins
inserción.
inv
inversión.
mat/pat
origen del cromosoma materno/paterno.
p
brazo corto del cromosoma.
q
brazo largo del cromosoma.
r
cromosoma en anillo.
rcp
translocación recíproca.
rec
cromosoma recombinante.
rob
translocación robertsoniana.
s
satélite.
t
translocación.
ter
terminal.
(:)
rotura sin reunión.
(::)
rotura con reunión.
→
De-a.
Los símbolos + y – situados antes del número del cromosoma indican adición o pérdida de cromosoma mientras que situados después suele indicar variación de longitud.
Con todo esto ya podríamos interpretar y construir lo que se denominan "fórmulas cromosómicas". Se trata de una representación del cariotipo de cualquier individuo con las anomalías que tenga si es que tiene, mediante la utilización de estos símbolos. Algunos ejemplos de fórmulas cromosómicas pueden ser:
47,XY +21 que sería un varón con una trisomía para el cromosoma 21, que se conoce como Síndrome de Down.
46,XX, t (2;6) (q34;p12) que sería una mujer con una translocación entre el cromosoma 2 en su región q34 y el cromosoma 6 en su región p12.
Una de las claves del gran avance que ha sufrido la citogenética humana en las últimas décadas el la mejora de la técnica de hibridación in situ con fluorescencia. Gracias a esta técnica, la citogenética clínica en humanos ha dado un gran salto y se ha hecho mucho más asequible y rápido el poder determinar anomalías cromosómicas de diversos tipos. Con los resultados de esta técnica podemos determinar en un grado más fiable, el tipo de gametos que formará un individuo y qué sucederá con la anomalía en su descendencia.

## Cariotipos humanos anómalos
La citogenética clínica humana descubre de que el síndrome de Down estaba determinado por la existencia de un cromosoma extra, el cromosoma 21. A partir de aquí, se fomentó el interés de muchos investigadores que se volcaron en este campo con la intención de relacionar más enfermedades y síndromes con diferentes anomalías cromosómicas.

Las anomalías cromosómicas pueden ser numéricas, si afectan al número de cromosomas del cariotipo, o estructurales, si afectan a la estructura de algún cromosoma. También debemos diferenciar entre las anomalías producidas en autosomas y las producidas en los cromosomas sexuales, así como también son diferentes las anomalías que se pueden producir en varones y las que se pueden producir en mujeres.

### Anomalías autosómicas
Aparecen en 1 de cada 200 nacimientos vivos aproximadamente y suponen entre un 25 y un 30% de los abortos espontáneos.

#### Anomalías autosómicas numéricas
Encontramos sobre todo trisomías y monosomías, ya que hay mucha limitación a la hora de que un individuo soporte este tipo de mutaciones, aunque también hay casos de triploidías y tetraploidías.

##### Trisomías
- Trisomía del cromosoma 21: también conocido como Síndrome de Down, se observa en 1 de cada 700 u 800 nacimientos de individuos vivos. Está directamente relacionado con la edad de la madre, siendo 35 años la edad crítica a partir de la cual se incrementa la probabilidad de tener un hijo con síndrome de Down. Supone un alto porcentaje de los casos de retraso mental en la población y se considera que las mujeres que lo padecen son fértiles pero en el caso de los varones, esta fertilidad está muy reducida.

- Trisomía del cromosoma 13: es el conocido como Síndrome de Patau, suele darse en 1 de cada 6000 individuos nacidos vivos y la vida media no supera los 2 o 3 años.

- Trisomía del cromosoma 18: conocida como Síndrome de Edwards, se da en 1 de cada 4000 o 7000 nacimientos.

Otras trisomías como la del cromosoma 8 o la del cromosoma 22 se han descrito en muy pocos casos con características de retraso mental y/o malformaciones craneofaciales.

##### Monosomías
Su frecuencia es muy reducida en la población, debido a su dificultad para ser soportadas en un individuo vivo.

#### Anomalías autosómicas estructurales
Aquí se incluyen:

##### Deleciones
- Síndrome del maullido de gato: se trata de una deleción de la mitad del brazo corto del cromosoma 5. Ocasiona deficiencias cardíacas, microcefalia y otra serie de síntomas entre los que cabe destacar la alteración de las cuerdas vocales que hace que los niños al llorar emitan sonidos en frecuencia de los maullidos de los gatos.

- Brazo corto del cromosoma 18: es la deleción del brazo corto completo y produce retraso mental grave.

- Síndrome de boca de carpa: en este caso es una deleción del brazo largo del cromosoma 18.

- Cromosoma 21: deleción de este cromosoma que también se conoce como "síndrome I de la deleción del grupo G" y presenta el conocido como fenotipo antimongólico.

- Cromosoma 22: caso similar al anterior, conocido también como "síndrome II de la deleción del grupo G".

##### Translocaciones e inversiones
Se han detectado en muchos cromosomas sin que tenga gran repercusión y existe la posibilidad de que sean heredables. Los estudios que se han hecho en relación con estas anomalías revelan que la frecuencia que tienen es muy baja siendo 0,174% para los tipos de translocaciones y aproximadamente un 0,015% de inversiones.

### Anomalías en cromosomas sexuales
Se dan en 1 de cada 500 nacimientos de los que se han observado. Podemos diferenciarlas en:

#### En varones
- Síndrome de Klinefelter: su cariotipo es 47,XXY. Aparece en 1 de cada 400 nacimientos de varones. En un 44% de los casos tiene origen paterno. También se han descrito casos de individuos XXXY, XXXXY, etc.

- Síndrome duplo Y: se trata de individuos XYY, y son casos en los que parece haber indicios de un comportamiento antisocial y agresivo asociado. Esta relación aún está por probar. Se le ha estimado una frecuencia de 1 de cada 700 individuos nacidos vivos pero también se ha hecho distinciones entre las frecuencias en diferentes poblaciones. Al igual que en el caso anterior se han documentado casos de individuos XYYY e incluso XYYYY.

- Síndrome del X-frágil: también se conoce como síndrome de Martin-Bell. Se puede manifestar con diferentes intensidades siendo las más habituales moderada y severa y la menos frecuente la de intensidad profunda. Después del síndrome de Down, es la causa más frecuente de retraso mental asociado a anomalías cromosómicas, presentándose en 1 de cada 1200 o 1300 varones. Es un síndrome ocasionado por la aparición de cierto número de repeticiones de trinucleótidos CGG.

#### En mujeres
- Síndrome de Turner: presentan un cariotipo 45,X0. Su fenotipo presenta un infantilismo sexual, siendo normalmente estériles. Se ha observado en 1 de cada 2500 recién nacidas y se sabe que es responsable del 8 o 10% de los casos de aborto espontáneo. Solo nacen el 2% de los embriones portadores de esta anomalía.
- Triplo X: en 1 de cada 800 nacimientos. Con cariotipo 47,XXX, pueden ser infértiles pero no es lo habitual. Produce algunos trastornos en la mentstruación. También hay casos de XXXX y XXXXX y en casi todos los casos, la trisomía es de origen materno.

### Citogenética y aborto
Al comenzar el estudio de las anomalías genéticas se pusieron de manifiesto frecuencias inesperadas en algunas anomalías y hasta tal punto que, en algunos casos, ni siquiera aparecían. Por ello se pensó que algunas anomalías podían suponer la inviabilidad del feto o de individuos en estadios más avanzados del embarazo.
Después de mucha documentación y de realizarse muchos estudios sobre abortos y nacimientos con anomalías cromosómicas se llegó a obtener lo siguiente: un 50% de los abortos espontáneos se produce por la presencia de anomalías cromosómicas; de estos, el 52% se debe a trisomías, un 18% a cariotipos 45,X0, en torno a un 15% se debían a triploidías, un 5% a tetraploidías y el resto se trataban de casos de anomalías cromosómicas estructurales.

### Citogenética y cáncer
Como es lógico pensar, cuando mejoró la citogenética humana y sus técnicas, también mejoraron y aumentaron los estudios y descubrimientos sobre el cáncer. Ya se había observado la presencia de anomalías cromosómicas en casos de cáncer, pero la aparición de técnicas como la FISH revolucionaron este campo de investigación.
Como resultado de los muy diversos estudios que se realizaron sobre el tema, se asimiló la idea de que las anomalías cromosómicas podían tener relación con el cáncer en cuanto a que podían funcionar como elementos represores o inductores en la expresión de oncogenes. Además de esto se obtuvieron una serie de datos interesantes como que, en general, podían considerarse más frecuentes en linfomas y leucemias las translocaciones y menos frecuentes las trisomías, mientras que en el caso de carcinomas, eran mucho más frecuentes las deleciones y menos frecuentes las inversiones.
Algunos ejemplos más concretos son:
- Leucemia mieloide crónica: se trata de una deleción del cromosoma 22 aunque también se han visto casos de translocaciones con este cromosoma implicado.

- Leucemias agudas: en la mitad de los casos presentan anomalías cromosómicas de tipo aneuploidía en células de la médula ósea.

- Linfomas: translocaciones en general (entre el 8 y el 14 en el caso, por ejemplo, del linfoma de Burkitt).

- Carcinomas: deleción en el cromosoma 13 en el caso del retinoblastoma, pérdida o deleción del cromosoma 22 en meningiomas, etc.

## Mapas cromosómicos
Consisten en la localización exacta de un gen en un cromosoma del cariotipo mediante diversas técnicas. Desde los primeros genes situados en los cromosomas humanos, ha pasado mucho tiempo, las técnicas han evolucionado y actualmente se han localizado gran parte de los 35000 genes que se estima que puede contener aproximadamente el genoma humano. De las técnicas más destacables por haber servido para gran número de localizaciones, cabe destacar tres:
- Hibridación celular somática: las bases de esta técnica son la hibridación entre líneas celulares interespecíficas, y la posterior eliminación preferencial de los cromosomas de la línea celular híbrida. Mediante esta técnica se puede conseguir la localización de genes sobre cromosomas humanos aunque no obstante, tiene sus limitaciones como el que solo pueda usarse con genes constitutivos.

- Hibridación in situ: esta técnica es un método de tipo molecular. En este caso se basa en la desnaturalización y renaturalización del ADN hibridando con sondas específicas marcadas y en la identificación del cromosoma y la región cromosómica sobre la que se produce la hibridación. El marcaje de la sonda se puede hacer con isótopos radiactivos (como se hacía en los inicios) o con fluorocromos. En el caso de los isótopos radiactivos, se presentaba la dificultad de coordinar las características de resolución y sensibilidad de la molécula pero eso se consiguió solucionar con los fluorocromos, que son los que más se utilizan actualmente.

- Análisis de restricción: al igual que la hibridación in situ, se trata de una técnica molecular. Esta técnica consiste en la digestión del ADN con unas endonucleasas de restricción en células híbridas con limitación de cromosomas humanos. Así identificamos fragmentos correspondientes a clusters o grupos de genes específicos. La separación de fragmentos se lleva a cabo mediante la técnica de Southern. La ventaja de este último método está en su precisión y que no necesita expresión alguna por parte de los genes, solamente la sonda correspondiente.

### Mapa cromosómico mórbido humano
Se trata de la representación del cariotipo humano figurando en la localización de todos los genes que supongan una enfermedad para los humanos. Para visualizar un ejemplo basta con ir a fuentes bibliográficas relacionadas. Este mapa se va actualizando con cada nuevo descubrimiento y quizá de aquí a algunos años se consiga completar.